# Alexander Strauch (Komponist)
Alexander Strauch (* 22. Dezember 1971 in München) ist ein deutscher Komponist.

## Leben
Nach privatem Kompositionsunterricht bei Konrad Jäger und Kay Westermann studierte er zunächst Komposition mit Diplom und Meisterklasse von 1992 bis 1998 an der Hochschule für Musik und Theater München, 1998 bis 2001 dann bei Hans Zender und Isabel Mundry an der Hochschule für Musik und Darstellende Kunst in Frankfurt am Main. Alexander Strauch lebt in München.
Zusammen mit dem Komponisten und Dirigenten Johannes X. Schachtner gründete er als Initiator „JUMBLE – Jugendensemble für Neue Musik Bayern“. Mit Schachtner leitete er ab 2013 zudem das aDevantgarde-Festival, 2017 gemeinsam mit dem Komponisten Samuel Penderbayne und 2019 zusammen mit dem Komponisten Markus Lehmann-Horn. Alexander Strauch ist Autor des Bad Blog Of Musick von Moritz Eggert, das dieser für die Neue Musikzeitung betreibt.
An Stipendien und Preisen erhielt er:
- 1995 Musikstipendium der Landeshauptstadt München
- 1997/98 ein Postgraduiertenstipendium des Freistaats Bayern
- 2001/02 Residenzstipendium Internationales Künstlerhaus Villa Concordia Bamberg
- 2003 Förderpreis Musik der Landeshauptstadt München
- 2005 Cité Internationale des Arts Paris – Stipendium
- 2011 Projektstipendium Junge Kunst / Neue Medien im Bereich Musik der Landeshauptstadt München[5]

## Werk
Als Komponist liegt Alexander Strauchs Schwerpunkt im Bereich Musiktheater und Vokalmusik. Neben traditionellen Opern wie „Narrow Rooms“ (Libretto: Marcus Hank, nach James Purdy; UA 1996 Prinzregententheater München) und der Boxoper „Joe&Max“ (Libretto: Marcus Hank, UA 2005 Neues Theater München) über die Boxkämpfe von Max Schmeling mit Joe Louis stehen offenere Formen wie „Uwe&Elisabeth“ (2001, A•DEvantgarde-Festival) als musikalisch-szenische Poetologie mit instrumentaler sowie szenischer Belegung des Schlagzeugs als Schnittstelle zwischen Bühne und Musikern oder die Community-Oper „element 112“ (2005, Bayerforum München). Am 23. Oktober 2009 wurde in der Hochspannungshalle der TU Dresden seine Oper UT-OP.ER uraufgeführt. Das Libretto, das frei auf dem Roman „Utopia“ von Thomas Morus aus dem Jahre 1516 fußt, und die Inszenierung stammen von Martina Veh. Am 13. Mai 2012 erlebte Strauchs Musiktheater „NEDA – der Ruf, die Stimme – Eine persische Trilogie Teil II“ im Rahmen der 13. Münchener Biennale, Festival für Neues Musiktheater seine Uraufführung. Im November 2014 wurde das Musiktheater „Styx – Orfeo’s past Now“ im Münchener Museum für Abgüsse Klassischer Bildwerke uraufgeführt wurde und wieder mit der Regisseurin Martina Veh realisierte wie auch 2015 die Comic-Choir-Oper „Queen Edward II“. Im November 2016 nahm der Pianist Andreas Skouras das Klavierwerk „Logo & Animated Gif“ für den Bayerischen Rundfunk auf. Im Rahmen der Eröffnung des Chorfestivals Various Voices wurde im Mai 2018 sein Chorwerk „Suscipe Flos Florem“ durch den Regenbogenchor München unter der Leitung von Mary Ellen Kitchens in der Münchener Philharmonie am Gasteig uraufgeführt.
Inspiriert durch Hans Zender versucht er die Grenzen dessen sogenannter „Gegenstrebiger Harmonik“ (auch Differenz- und Summationstonharmonik, einfacher „Differenztonharmonik“) und deren Übergänge in andere kompositorische Systeme auszuloten: sei es in Bereichen der Mikrotonalität, sei es in Annäherung an andere Musikstile durch Allusion oder in einer Verbindung von „musique concrète instrumentale“ und Spektralismus, wobei die Übergänge zwischen den verschiedenen Kompositionsmethoden im Vordergrund stehen.

## Werkauswahl
Werke mit Orchester/größeres Kammerensemble
- Drei Walt Whitman-Gesänge für Tenor und Orchester (1995)
- Adamic Songs nach Walt Whitman für Tenor, Horn und tiefe Streicher (1996)
- Nachtgefühl nach Friedrich Hebbel für Sopran und Kammerorchester (1998)
- XXL für Orchester (2000)
- Paraphrase über „Bist Du net bei mir“ für Kammerorchester (2000)
- Wien! G'spenster! Dritte Art! 2 Solo-Konzertzithern und Zither-Chor (2001)
- DAMALS/JETZT/DEMNÄCHST für Kammerorchester (2003)
- Ghasele 134 des Hafis in der Übersetzung von Friedrich Rückert für Tenor, Konzertzither, Frauenchor und Orchester (2005)
- Ascenseur – Konzert für Marimba und Orchester (2006/16)
- Komma-Sequenz für großes Ensemble (2016)
- Die Städte sind grün oder blau für Orchester (2016)
- Fanfaren-Verfahren für Orchester (2018)

Musiktheater
- The Diary of Samuel Pepys in 1666 (1994)
- Narrow Rooms. Oper. Libretto: Marcus Hank (nach James Purdy) (1996)
- Der Nachhauseweg (nach Franz Kafka) (1997)
- Von Innen nach Außen. Schaufenster-/Kontaktanzeigen-Performance (1998)
- Beau Rivage oder Uwe&Elisabeth. Musikalisch-szenische Poetologie (2001)
- metroUNIVERSAL. Musik mit Aktion (2003)
- communityoper-element112 (2005)
- joe+max. boxoper. Libretto: Marcus Hank (2005)
- MORBUS TEUTONICUS – Szenen aus dem Dritten Reich. Libretto: Siegfried Gerlich. Daraus bisher fertig: Der Treue Heinrich; Wir fahrn nach Lodz (2006)
- Who the fuck is Jager Gracchus – Monotonien eines Untoten Singspiel mit Franz Kafkas Gracchus-Fragmenten (2008/09)
- UT-OP.ER Libretto: Martina Veh (2009)
- NEDA – der Ruf, die Stimme – Eine persische Trilogie Teil II Libretto: Alexander Strauch & Martina Veh (2012)
- Styx – Orfeo’s past Now Libretto: Alessandro Striggio, bearbeitet von Martina Veh, Christopher Robson und Alexander Strauch (2014)

Vokalmusik
- Der Hecht für Bariton und Klavier (1991)
- CHNOSPINCI. Althochdeutsche Blut- und Segenssprüche für Viola und Mezzosopran (1997–1999)
- Die Heimkehr (nach Franz Kafka) für Sopran und Cembalo (1999)
- Phädras Liebe & Phädras Tod für Sopran und Saxofon (Ten., Bar.) (2000)
- Der Hügel für Mezzosopran und Klavier (2001). Text: Diana Kempff
- STIMMUNG – über die Bedeutung dieses Begriffs in neun Bildern für Sopran, Viola, Violoncello und Diskant-Zither (2013)
- sub arturo plebs – komponierte Veränderung der Motette von Johannes Alanus für Sopran, Viola, Violoncello und Diskant-Zither (2013)
- groeG lkarT – Drei Gesänge des Teufels, Todes und Krieges nach Georg Trakl für Tenor und Klavier (2014)
- Utopia für Chor und vier Violoncelli nach Rose Ausländer (2017)
- Dichtermut II nach Friedrich Hölderlin, Quodlibet für sechs Chöre und einen Stör-Chor (2017)
- Suscipe Flos Florem aus der Benediktbeurer Liedersammlung Carmina Burana für vierstimmig gemischten Chor (2017/18)